# رودوالد
رودوالد (به آلمانی: Rodewald) یک شهر در آلمان است که در ناحیه نینبورگ واقع شده‌است. رودوالد ۲٬۶۳۶ نفر جمعیت دارد.